# تيدي جينكس
تيدي كريستوفر جراهام جينكس ، أو كما يُعرف بـ تيدي جينكس (بالإنجليزية: Teddy Jenks)‏ (مواليد 12 مارس 2002) هو لاعب كرة قدم إنجليزي يلعب كلاعب خط وسط في نادي كراولي تاون الذي يلعب في الدوري الإنجليزي الدرجة الثانية على سبيل الإعارة من برايتون وهوف ألبيون من الدوري الإنجليزي الممتاز.

## وصلات خارجية
تيدي جينكس على موقع قاعدة بيانات كرة القدم.إي يو (الإنجليزية)
- تيدي جينكس على موقع Soccerbase.com (لاعب) (الإنجليزية)
- تيدي جينكس على موقع عالم كرة القدم.نت (الإنجليزية)